# Paróquias da arquidiocese de Pouso Alegre

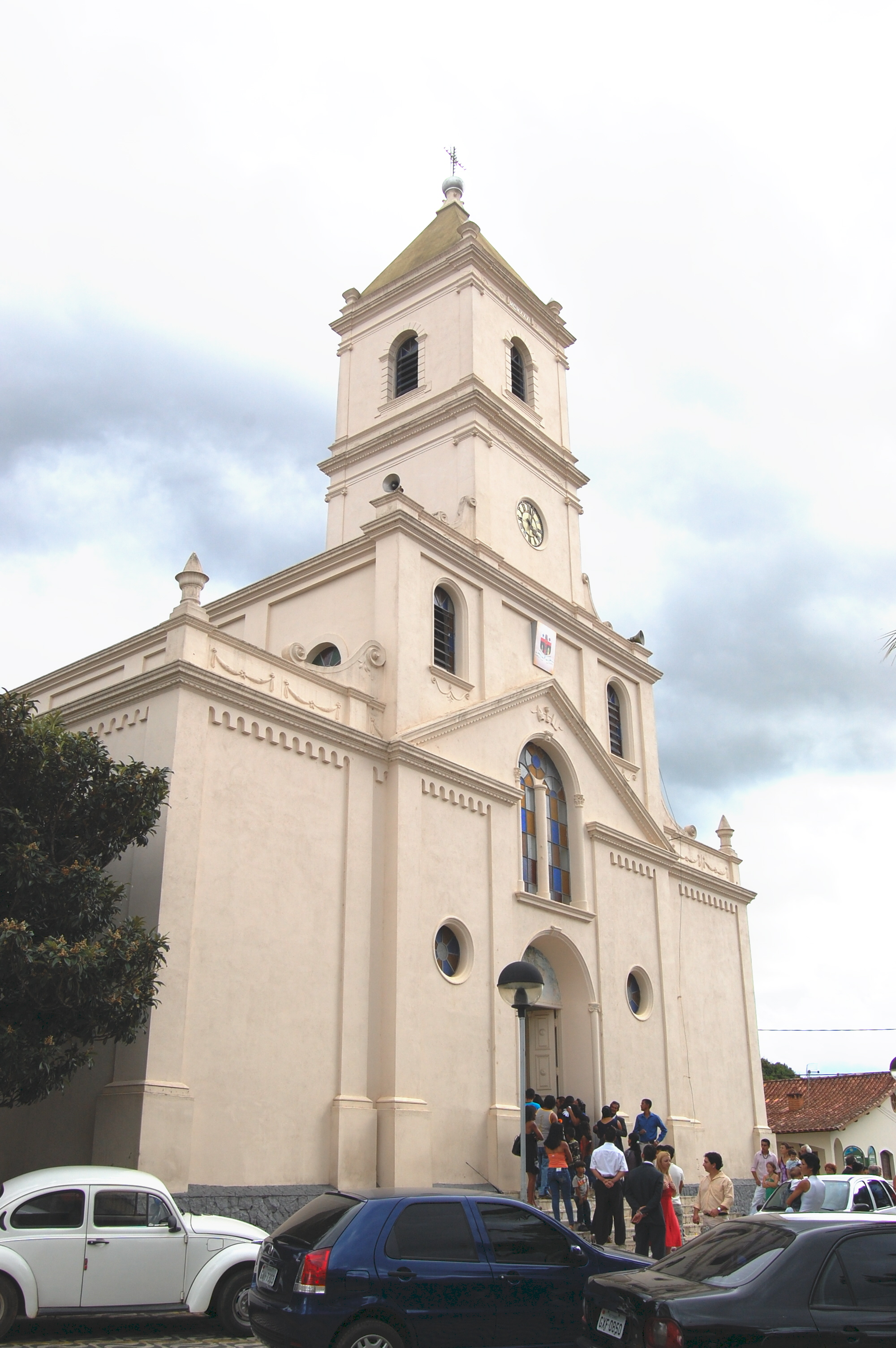
Igreja matriz de Santa Rita de Cássia em Extrema.

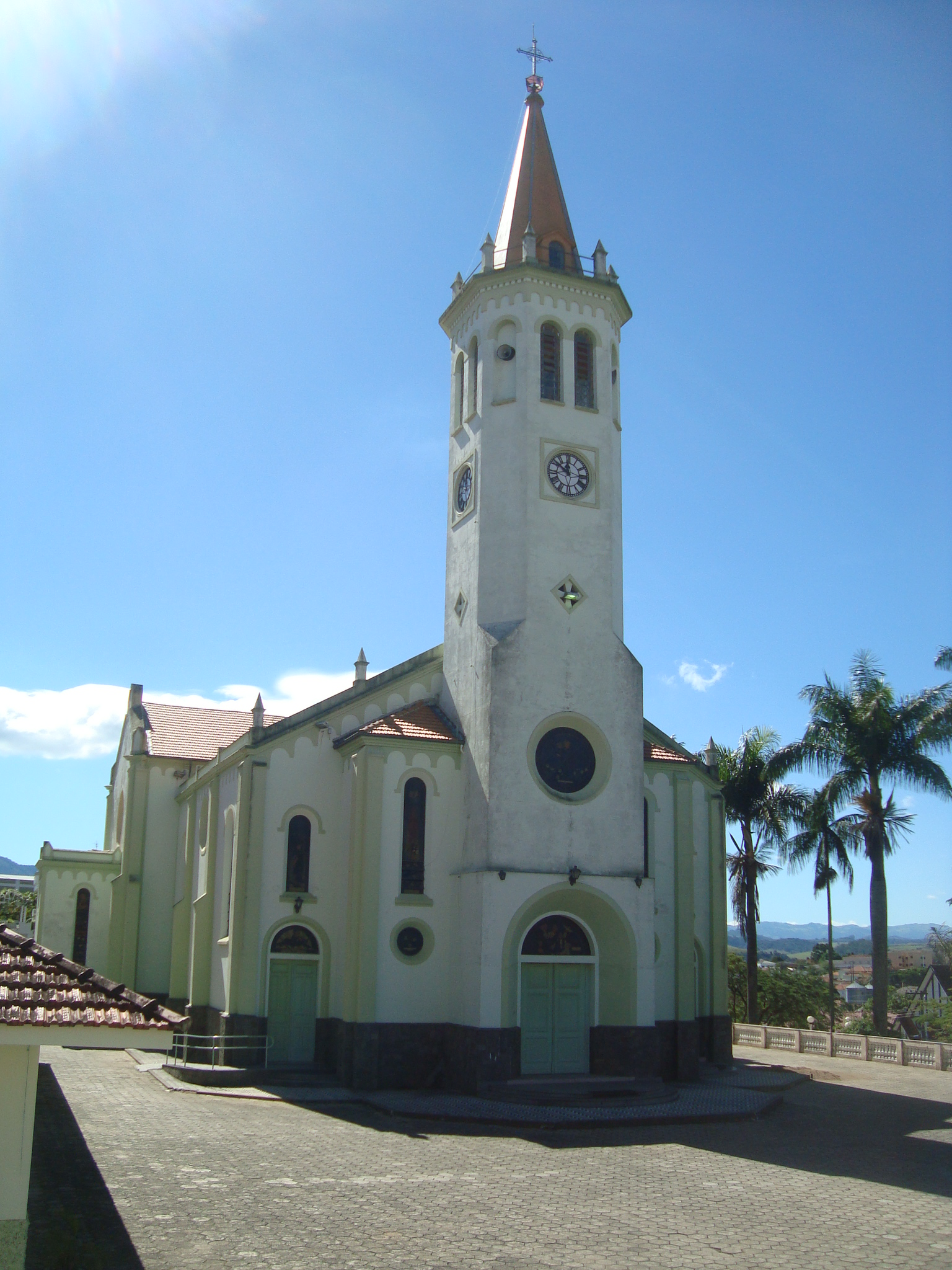
Igreja matriz de Santo Antônio em Jacutinga.

A Arquidiocese de Pouso Alegre é dividida 70 paróquias localizadas em 47 dos municípios do sul do estado de Minas Gerais.
Sua paróquia mais antiga é a de Sant'Ana em Silvianópolis, erigida em 22 de agosto de 1748.
Os municípios abrangidos pela Arquidiocese de Pouso Alegre são: Albertina, Andradas, Bom Repouso, Borda da Mata, Brasópolis, Bueno Brandão, Cachoeira de Minas, Caldas, Camanducaia, Cambuí, Carvalhópolis, Conceição dos Ouros, Congonhal, Consolação, Córrego do Bom Jesus, Delfim Moreira, Espírito Santo do Dourado, Estiva, Extrema, Gonçalves, Ibitiúra de Minas, Inconfidentes, Ipuiuna, Itajubá, Itapeva, Jacutinga, Maria da Fé, Marmelópolis, Monte Sião, Munhoz, Ouro Fino, Paraisópolis, Piranguçu, Piranguinho, Poço Fundo, Pouso Alegre, Santa Rita de Caldas, Santa Rita do Sapucaí, São João da Mata, São Sebastião da Bela Vista, Sapucaí-Mirim, Senador Amaral, Silvianópolis, Tocos do Moji, Toledo, Turvolândia e Wenceslau Braz.

## Paróquias
| Município                   | Paróquia                                         | Ano de ereção | Observações                     |
| --------------------------- | ------------------------------------------------ | ------------- | ------------------------------- |
| Pouso Alegre                | Senhor Bom Jesus                                 | 1810          | Catedral Metropolitana          |
| Pouso Alegre                | Nossa Senhora de Fátima                          | 1975          |                                 |
| Pouso Alegre                | Imaculado Coração de Maria                       | 1976          |                                 |
| Pouso Alegre                | São José Operário                                | 1988          |                                 |
| Pouso Alegre                | São João Batista                                 | 1992          |                                 |
| Pouso Alegre                | São Cristóvão                                    | 1994          |                                 |
| Pouso Alegre                | São Geraldo Magela                               | 2006          |                                 |
| Pouso Alegre                | São José                                         | 2012          | Distrito de São José do Pântano |
| Pouso Alegre                | Santo Antônio                                    | 2015          |                                 |
| Pouso Alegre                | São Francisco de Assis e Santa Clara             | 2015          |                                 |
| Albertina                   | Senhor Bom Jesus                                 | 2013          |                                 |
| Andradas                    | São Sebastião                                    | 1866          |                                 |
| Andradas                    | Nossa Senhora Aparecida                          | 2019          |                                 |
| Bom Repouso                 | São Sebastião                                    | 1848          |                                 |
| Borda da Mata               | Nossa Senhora do Carmo                           | 1834          |                                 |
| Brasópolis                  | São Caetano                                      | 1848          |                                 |
| Bueno Brandão               | Bom Jesus                                        | 1850          |                                 |
| Cachoeira de Minas          | São João Batista                                 | 1882          |                                 |
| Caldas                      | Nossa Senhora do Patrocínio                      | 1813          |                                 |
| Camanducaia                 | Nossa Senhora da Conceição                       | 1762          |                                 |
| Camanducaia                 | São Francisco de Assis                           | 2004          | Distrito de Monte Verde         |
| Cambuí                      | Nossa Senhora do Carmo                           | 1850          |                                 |
| Cambuí                      | Nossa Senhora Aparecida                          | 2014          |                                 |
| Carvalhópolis               | São Sebastião                                    | 1958          |                                 |
| Conceição dos Ouros         | Nossa Senhora da Conceição                       | 1865          |                                 |
| Congonhal                   | São José                                         | 1880          |                                 |
| Consolação                  | Nossa Senhora da Consolação                      | 1857          |                                 |
| Córrego do Bom Jesus        | Bom Jesus                                        | 1899          |                                 |
| Delfim Moreira              | Nossa Senhora da Soledade                        | 1762          |                                 |
| Espírito Santo do Dourado   | Divino Espírito Santo                            | 1992          |                                 |
| Estiva                      | Nossa Senhora Aparecida                          | 1870          |                                 |
| Extrema                     | Santa Rita de Cássia                             | 1871          |                                 |
| Extrema                     | São Cristóvão e São Benedito                     | 2016          |                                 |
| Gonçalves                   | Nossa Senhora das Dores                          | 1978          |                                 |
| Ibitiúra de Minas           | São Benedito                                     | 1959          |                                 |
| Inconfidentes               | São Geraldo Magela                               | 1958          |                                 |
| Ipiúna                      | Santa Quitéria e São João Batista                | 1958          |                                 |
| Itajubá                     | Nossa Senhora da Soledade                        | 1832          |                                 |
| Itajubá                     | São José Operário                                | 1958          |                                 |
| Itajubá                     | Sagrada Família                                  | 1988          |                                 |
| Itajubá                     | São Benedito                                     | 1994          |                                 |
| Itajubá                     | Nossa Senhora das Graças                         | 2016          |                                 |
| Itajubá                     | Santo Antônio                                    | 2016          |                                 |
| Itapeva                     | São Sebastião                                    | 1985          |                                 |
| Jacutinga                   | Santo Antônio                                    | 1871          |                                 |
| Maria da Fé                 | Nossa Senhora de Lourdes                         | 1908          |                                 |
| Marmelópolis                | Nossa Senhora Aparecida                          | 2016          |                                 |
| Monte Sião                  | Nossa Senhora da Medalha Milagrosa               | 1874          |                                 |
| Munhoz                      | Santa Cruz                                       | 1961          |                                 |
| Ouro Fino                   | São Francisco de Paula e Nossa Senhora de Fátima | 1749          |                                 |
| Ouro Fino                   | Nossa Senhora da Piedade                         | 1921          | Distrito de Crisólia            |
| Ouro Fino                   | Santo Antônio                                    | 2006          |                                 |
| Paraisópolis                | São José                                         | 1850          |                                 |
| Piranguçu                   | Santo Antônio                                    | 1871          |                                 |
| Piranguinho                 | Santa Isabel                                     | 1958          |                                 |
| Poço Fundo                  | São Francisco de Paula                           | 1871          |                                 |
| Santa Rita de Caldas        | Santa Rita de Cássia                             | 1868          |                                 |
| Santa Rita do Sapucaí       | Santa Rita de Cássia                             | 1839          |                                 |
| Santa Rita do Sapucaí       | Nossa Senhora de Fátima                          | 2003          |                                 |
| São João da Mata            | São João Batista                                 | 1992          |                                 |
| São Sebastião da Bela Vista | São Sebastião                                    | 1921          |                                 |
| Sapucaí Mirim               | Sant'Ana                                         | 1877          |                                 |
| Senador Amaral              | São Sebastião                                    | 2004          |                                 |
| Senador José Bento          | São Sebastião                                    | 2016          |                                 |
| Silvianópolis               | Sant'Ana                                         | 1748          |                                 |
| Tocos do Moji               | Nossa Senhora Aparecida                          | 2003          |                                 |
| Toledo                      | São José                                         | 1864          |                                 |
| Turvolândia                 | Nossa Senhora da Piedade                         | 1877          |                                 |
| Wenceslau Braz              | Sant'Ana                                         | 2006          |                                 |

### Santuários
- Nossa Senhora da Agonia - Itajubá
- Nossa Senhora da Piedade - Itajubá
- Santa Rita de Cássia - Santa Rita do Sapucaí
- Imaculado Coração de Maria - Pouso Alegre
- Santa Rita de Cassia - Santa Rita de Caldas
- Santa Rita de Cassia - Extrema
- Nossa Senhora da Medalha Milagrosa - Monte Sião
- Nossa Senhora de Fátima e São Francisco de Paula - Ouro Fino
- Bom Jesus - Córrego do Bom Jesus